# Bisi Adeleye-Fayemi
Bisi Adeleye-Fayemi, née à Liverpool, au Royaume-Uni, le 11 juin 1963, est une militante féministe, écrivaine et philosophe. Elle a cofondé le Fonds de développement des femmes africaines (AWDF) avec Joana Foster et Hilda Tadria. Elle est actuellement associée principale, chez Amandla Consulting, et elle dirige une communauté en ligne appelée Abovewhispers.com. Elle est conseillère principale pour l'ONU Femmes Nigeria et a récemment été nommée chercheuse invitée au King's College de l'université de Londres.
Lorsque son mari, le Dr Kayode Fayemi, a pris ses fonctions de gouverneur de l'État d'Ekiti, au Nigeria, Bisi s'est impliquée activement dans une série de programmes de sensibilisation politique, de responsabilité communautaire et d'inclusion sociale dans l'État d'Ekiti. Elle a dirigé la campagne pour l'adoption d'une loi interdisant la violence sexiste (2011), d'un projet de loi sur l'égalité des chances (2013) et d'un projet de loi contre le VIH (2014).
Elle siège aux conseils d'administration du Fonds de développement des femmes africaines et du Fonds mondial pour les femmes des États-Unis. Elle est présidente du Conseil consultatif du Fonds fiduciaire nigérian pour les femmes et siège également au Conseil d'administration de l'université Elizade, au Nigéria. Bisi est l'auteure de Speaking for Myself (2013), Speaking Above a Whisper (2013), d'une autobiographie et de Loud Whispers (2017). Elle a également co-édité Voice, Power and Soul.

## Éducation
Bisi Adeleye-Fayemi obtient son baccalauréat et sa maîtrise en histoire de l'université d'Ife, aujourd'hui Obafemi Awolowo University, au Nigeria. Elle a également obtenu une maîtrise en Genre et société (1992) de l'université du Middlesex au Royaume-Uni. Elle est actuellement associée principale, Amandla Consulting, spécialisée dans le développement du leadership pour les femmes, et elle dirige une communauté en ligne appelée Abovewhispers. com, où elle écrit une chronique hebdomadaire intitulée Loud Whispers. Elle est conseillère principale d'ONU Femmes Nigeria et a récemment été nommée chercheuse invitée au King's College de l'Université de Londres.[réf. nécessaire]

## Carrière
Elle a été directrice d'Akina Mama wa Afrika (AMwA), une organisation internationale de développement pour les femmes africaines, basée à Londres (Royaume-Uni), de 1991 à 2001, ainsi que directrice exécutive du Fonds de développement des femmes africaines (AWDF), le premier fonds de subventionnement à l'échelle de l'Afrique qui soutient le travail des organisations de promotion des droits des femmes en Afrique, de 2001 à 2010,.
Durant ses années au Royaume-Uni, Bisi Fayemi travaille au ministère de la Santé en tant qu'administratrice. Elle devient directrice d'Akina Mama wa Afrika (AMwA), une organisation internationale de développement pour les femmes africaines basée à Londres, avec un bureau régional pour l'Afrique à Kampala, en Ouganda, de 1991 à 2001. Alors qu'elle est directrice de l'AMwA, elle crée l'African Women's Leadership Institute (AWLI), un forum de formation et de réseautage pour les jeunes femmes africaines. Cet institut de leadership est devenu un héritage si puissant qu'aujourd'hui, l'AWLI a formé plus de 6 000 femmes à travers l'Afrique, et la plupart d'entre elles occupent maintenant des postes décisionnels de haut niveau en tant que ministres, membres de parlements, universitaires, leaders de la société civile et employés d'organisations internationales.[réf. nécessaire]
Adeleye-Fayemi a été associée à un certain nombre d'organisations internationales de défense des droits des femmes et de philanthropie, y compris en tant que coprésidente du Réseau International des Fonds pour les Femmes, présidente de l'Association pour le Développement des Droits des Femmes (AWID), et présidente de la Coalition Internationale pour la Santé des Femmes (IWHC). Elle a également été sur le Conseil d'administration pour Comic Relief (royaume-UNI).
Leymah Gbowee, du Liberia, lauréate du prix Nobel de la paix 2011, a prononcé un discours pour le 50e anniversaire d'Adeleye-Fayemi en 2013. Intitulée "Leading the Change: The Journey of an African Woman", elle explique en détail comment le soutien d'Adeleye-Fayemi est à la base de l'œuvre de Gbowee au Libéria, qui l'a finalement mené à son prix Nobel. M. Gbowee explique comment Adeleye-Fayemi, en tant que chef de l'AWDF, a soutenu le mouvement pour la paix des femmes au Liberia à ses débuts, en disant : « Nous aspirons au changement, mais attendons que quelqu'un vienne nous sauver. La plupart du temps, notre réticence à créer le changement et à agir en conséquence signifie que nous ne changeons pas notre perception de nous-mêmes. Mais, Bisi, vous nous avez aidés à réaliser le changement. Vous avez utilisé votre position pour coudre des rêves et montrer que le changement est possible et vous nous avez aidés à y réfléchir. Que j'ai gagné le prix Nobel, c'est grâce à des gens comme vous. Ce jour-là, tu ne m'as pas vu. Tu as vu une sœur. Aujourd'hui, nous disons : "Merci". Vous nous avez aidés à y réfléchir. »

## Vie personnelle
Elle est mariée à Kayode Fayemi; ils se sont rencontrés alors qu'ils étaient étudiants. Il est devenu Gouverneur de l'État d'Ekiti. Ils ont un fils, Folajimi.

## Prix et reconnaissance
Adeleye-Fayemi reçoit le prix "Changing the Face of Philanthropy" du Women's Funding Network en 2007, et est nommée l'une des 20 femmes africaines les plus influentes en 2009 par le magazine New African,. En 2011, Women Deliver la classe parmi les 100 meilleures personnes au monde, faisant ainsi progresser les droits des femmes et des filles.

## Sélection de publications
- 2013 De parler ci-dessus un murmure[10],[11]
- 2013 De parler pour moi-même[12]